# Keresztes K. Sándor
Keresztes K. Sándor (Kolozsvár, 1944. augusztus 31. –) építészmérnök, urbanista, politikus.

## Élete
Keresztes Sándor és Rácz Erzsébet gyermekeként született. Az édesapa a városi közigazgatásban dolgozott, ezért a család még 1944 őszén, a front előtt átköltözött Magyarországra.
Gyermekkorát Budafokon töltötte. 1962-ben a Budapesti Piarista Gimnáziumban érettségizett. Ezt követően egy évig az MTA Régészeti Kutatócsoportjánál, majd a Városépítési Tervező Irodánál (a VÁTI elődjénél) dolgozott. 1964 és 1969 között a Budapesti Műszaki Egyetemen tanult, ahol építészmérnöki, majd később posztgraduális képzés keretében 1976-ban városépítési – városgazdasági szakmérnöki diplomát szerzett.
1969-ben megnősült, felesége Józsa Mária. Három gyermekük és nyolc unokájuk született.
1969-től a Győri Tervező Vállalat építésztervezője, majd 1974-től a Győri Városi Tanács városfejlesztési csoport vezető főmérnöke volt. 1986-tól az Észak-Dunántúli Tervező Vállalat városrendezési szakosztályának vezetőjeként kidolgozta a Szigetköz regionális tervét.
Az aktív politikai életbe 1988-ban kapcsolódott be az MDF alapító tagjaként. 
1990 és 1994 között országgyűlési képviselő volt (a Környezetvédelmi bizottság, majd 1993-tól az Önkormányzati, közigazgatási, belbiztonsági, rendőrségi bizottság tagja). 1990-ben Antall József miniszterré nevezte ki (1990. 05. 23 – 1990. 09. 15: környezetvédelmi miniszter; 1990. 09. 15. – 1993. 02. 22: környezetvédelmi és területfejlesztési miniszter). 
1995-től visszavonult a pártpolitikától. (Ekkortól elhagyta nevéből az apjától őt megkülönböztető K. betűt.) Ezt követően területi, regionális főépítészként dolgozott 2013-ban bekövetkezett nyugdíjba vonulásáig; közéleti tevékenysége ebben az időszakban jórészt a szakmapolitikához kapcsolódott: a Magyar Urbanisztikai Társaságban és a Magyar Építész Kamarában töltött be különböző tisztségeket.
1998-tól újra Budafokon laknak. Szakmai tevékenysége nyugdíjas éveiben a magyar falumegújítási mozgalomhoz kötődik. Tagja az Európai Falumegújítási Díj Pályázat magyarországi résztvevőjét kiválasztó zsűrinek.
Egyéb társadalmi szerepvállalása: 
- 1987: a győri Família Nagycsaládosok Egyesülete alapítója és elnöke
- 1988-1889: a Nagycsaládosok Országos Egyesületének (NOE) alapítója és alelnöke
- 1995-1998: A Magyar Pax Romana társaság elnöke
- 1993-1994: Magyar Jacques Maritain Egyesület elnöke

## Díjai, elismerései
- Dr. Csizmadia Andor-díj (2006)
- Pro Regio-díj (2009)
- Hild János-díj (2013)
- A Magyar Érdemrend tisztikeresztje (polgári tagozat) (2014)
- Főépítészi Életmű díj (2014)